# Constantino García
Constantino García González (Oviedo, 20 de Julho de 1927 — Santiago de Compostela, 23 de outubro de 2008) foi um linguista e escritor asturiano.

## Trajectória
Logo de se formar nas universidades de Oviedo, Madrid e Bonn, em 1965 chegou a Universidade de Santiago de Compostela para ocupar uma praça na faculdade de Filosofia e Letras. Foi um dos fundadores do Instituto da Língua Galega em 1971 e do Centro Ramón Piñeiro em 1993, e a ambos os dous dirigiu-os em diferentes etapas. Em 1982 ingressa na Real Academia Galega, entidade da que foi secretário entre 1997 e 2001.
Nos anos oitenta foi co-director e co-apresentador na Televisão da Galiza do programa Cousas da lingua, um micro-espaço com comentários linguísticos. Muitos desses apontamentos foram recolhidos em livros. Foi ademais um dos impulsores e co-autores do Atlas Lingüístico Galego e de diversas obras lexicográfica.
Nos últimos anos da sua vida, gravemente enfermo dum mal degenerativo, retirou-se da actividade cultural e intelectual.

## Obra
- 1960: Contribución a la historia de los conceptos gramaticales. La aportación del Brocense
- 1974: Léxico de la comarca compostelana
- 1976: Galego onte, galego hoxe (Universidade de Santiago de Compostela)
- 1982: Recantos da lingua (La Voz de Galicia)
- 1982: Retrincos da lingua
- 1985: Glosario de voces galegas de hoxe
- 1985: Temas de lingüística galega (1985)
- 1987: Follas da lingua
- 1989: Cousas da lingua
- 1990: Cartafol da lingua
- 1990: Peneirando palabras
- 1991: Contribución ó léxico de Alvaro Cunqueiro
- 1993: Tesouros da lingua
- 1995: Glosas da lingua
- 1998: El castellano de Galicia
- 2003: O libro das palabras